# دوستلیک (ولایت سرخان‌دریا)
دوستلیک (به ازبکی: Doʻstlik) یک منطقهٔ مسکونی در ازبکستان است که در شهرستان ده نو واقع شده‌است. دوستلیک ۳٬۴۰۰ نفر جمعیت دارد.